# Jezuïetenklooster (Valkenburg)

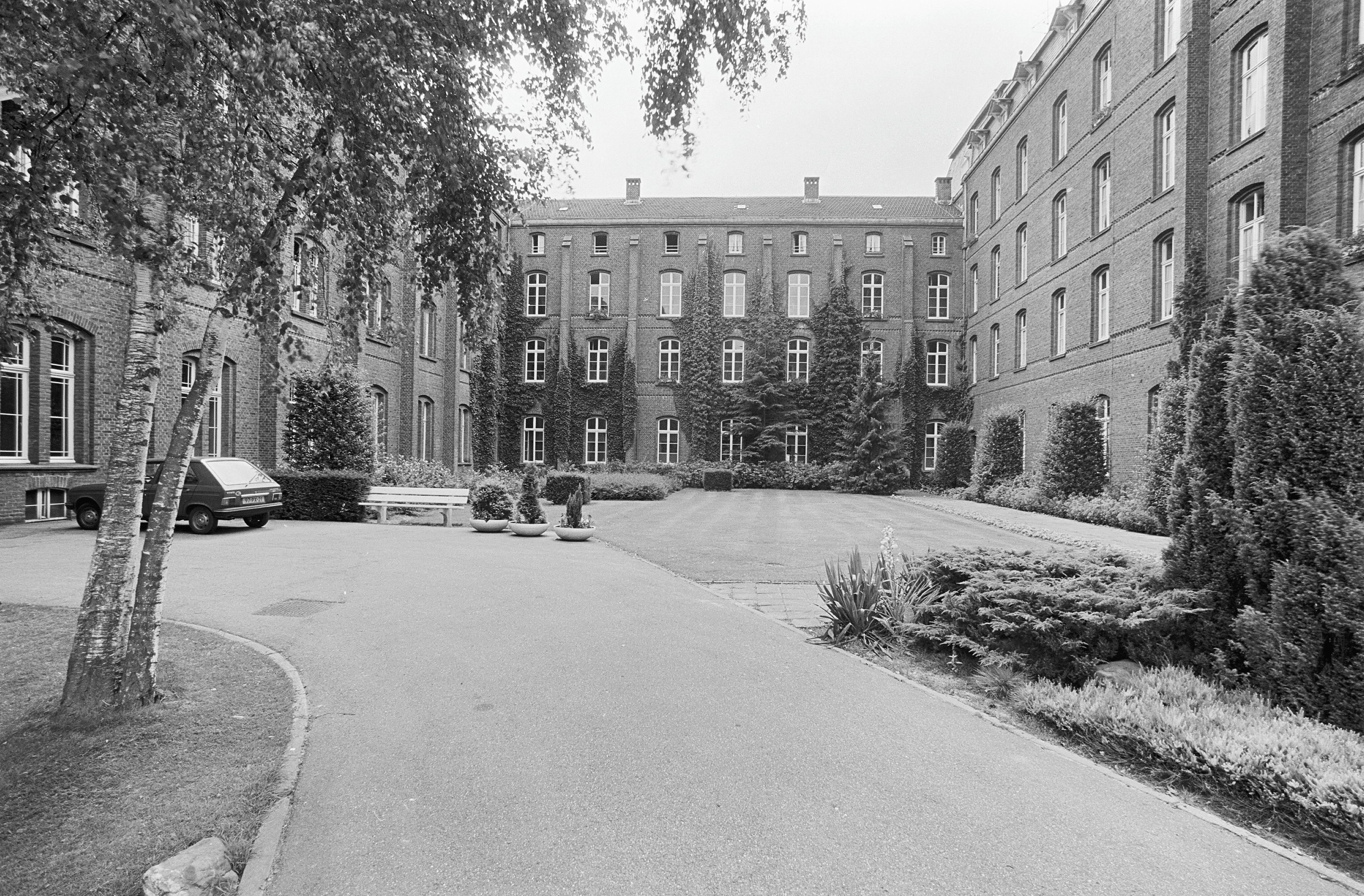
Huize Boslust

Het voormalig Jezuïetenklooster is een kloostercomplex aan Kloosterweg 34-36 te Valkenburg samen met het in 1984 gebouwde Sint-Jozefklooster.

## Geschiedenis
Het klooster werd gebouwd van 1893-1895 door de Sociëteit van Jezus, die vanwege de Kulturkampf uit Duitsland verdreven was. Architect was H.J. Hürth. Hier vestigde zich het Ignatiuscollege voor de Duitse jezuïeten. In 1911 werd nog een vleugel en een bibliotheek aangebouwd. Er ontstond een imposant E-vormig complex met centraal een neogotische kapel met vieringtoren. De Jezuïeten brachten vele kostbare boeken samen en publiceerden de Commentaren op de heilige Schrift.
Tijdens de Tweede Wereldoorlog werden de jezuïeten opnieuw verdreven, nu door de Gestapo, en in 1943 werd de kapel door de bezetter opgeblazen. In 1942 vestigde de bezetter een nationaalsocialistische Reichsschule in het gebouw. De kostbaarste boeken waren in veiligheid gebracht en na de bezetting vonden de jezuïten de rest van de bibliotheek vrijwel ongeschonden terug. In 1959 werden de boeken overgebracht naar de hogeschool voor theologie van de jezuïeten te Frankfurt am Main.
Van 1948-1961 stond het gebouw leeg, waarna de van oorsprong Duitse congregatie van de Zusters Franciscanessen van Sint-Jozef het gebouw kocht. De zusters waren in 1877 vanwege de Kulturkampf naar Nederland verhuisd, eerst naar Beek en omstreeks 1885 naar Valkenburg, waar ze een nieuw klooster betrokken, het Franciscanessenklooster aan de Oosterweg. In 1961 verruilden ze dit klooster voor het voormalige Jezuïetenklooster, waar het Nederlands provincialaat van de congregatie werd gevestigd en tevens een bejaardencentrum genaamd 'Huize Boslust'. Van 1962-1964 werd, met geld van de Duitse schadevergoedingsregeling, een nieuwe kapel gebouwd ter vervanging van de in de bezettingstijd vernielde kapel.
In 1984 werden woningen voor de nog overgebleven zusters gebouwd in de tuin van het klooster, en in 1985 trokken de zusters hier in, en noemden dit nieuwe complex Sint-Jozefklooster. Het oude jezuïetenklooster stond sindsdien leeg. Einde 20e eeuw werd het verkocht aan de Stichting Transcendente Meditatie Nederland, welke het gebouw vooralsnog liet vervallen.